# جاك دوبويه
جاك دوبويه هو عالم عقيدة وقسيس بلجيكي، ولد في 5 ديسمبر 1923 في Province of Brabant ‏ في بلجيكا، وتوفي في 28 ديسمبر 2004 في روما في إيطاليا.